# Tommy Tutone

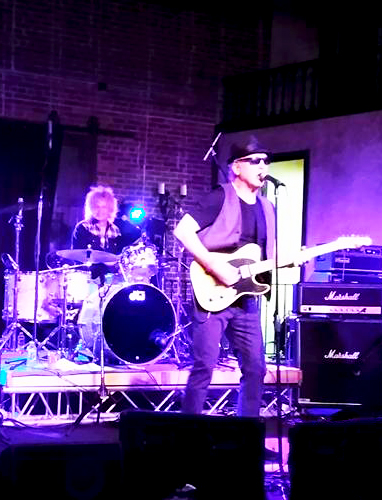
Tommy Tutone

Tommy Tutone est un groupe de power pop américain, originaire de la Californie. Ils sont notamment connus pour leur chanson 867-5309/Jenny qui atteignit la 4e place du Billboard Hot 100.

## Discographie

### Singles
- 1980 : Angel Say No
- 1982 : 867-5309/Jenny (en)

### Albums
- 1980 : Tommy Tutone
- 1982 : Tommy Tutone 2 (en)
- 1983 : National Emotion